# Le Clarel
 (mars 2024).
Si vous disposez d'ouvrages ou d'articles de référence ou si vous connaissez des sites web de qualité traitant du thème abordé ici, merci de compléter l'article en donnant les références utiles à sa vérifiabilité et en les liant à la section « Notes et références ».
Le Clarel est un sommet situé à l'est du massif du Meygal, culminant à 1 160 m d'altitude, dans le Velay en France.

## Géographie

### Situation

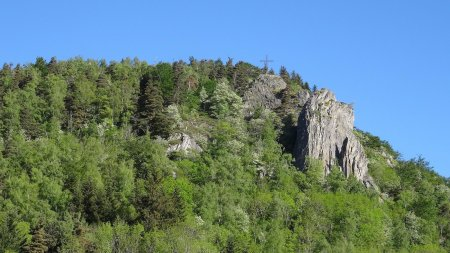
Vue de la croix sommitale.

La montagne se trouve sur le territoire de la commune d'Araules dans le département de la Haute-Loire.
Une croix sommitale est installée à son sommet. Une vue s'ouvre sur la commune d'Araules, les monts du Lyonnais, le Pilat, les Grandes Rousses, les Écrins, le Dévoluy, le mont Mézenc.

### Flore
Le sommet est défini par un environnement qui se caractérise par une grande richesse floristique, tout en présentant une influence subalpine.

### Géologie
La montagne est un suc avec une formation géologique composée de phonolite.

## Randonnée
Le Clarel est accessible par le sentier (après la route du Collet), au niveau de la côte dominant Araules, puis par le chemin vers le sud-ouest et en suivant les pancartes jusqu’au sommet.